# Usnjarska ulica (Maribor)
Usnjarska ulica (Lederer-Gasse) ist der Name einer Straße direkt an der Drau im Stadtteil Lent, Bezirk Center der Stadtgemeinde Maribor, Slowenien. Sie ist benannt nach dem Handwerk der Lederer (alte Bezeichnung für Gerber).

## Geschichte
Die Straße wurde erstmals 1462 unter dem Namen Leder Gasse erwähnt und hießt vor 1919 sowie in der Zeit der deutschen Besatzung von 1941 bis 1945 Lederer-Gasse. 1919 und nach 1945 erhielt die Straße ihren heutigen Namen. Die Straße hatte bis zum Bau des Mariborer Wasserkraftwerks in Melje und dem damit verbundenen Abriss der Gebäude direkt an der Drau in den 1960er Jahren die Atmosphäre einer mittelalterlichen Vorstadt.

## Lage
Die Straße beginnt am östlichen Endes der Vojašniška ulica und verläuft am linken Ufer der Drau von der Unterführung unter der Alten Brücke nach Osten bis zur Loška ulica zwischen Wasserturm und Ulica slovenske osamosvojitve (früher der südliche Teil der Badgasse, jetzt Fußweg zur Ulica kneza Koclja).

## Bauwerke und Einrichtungen
- Wasserturm Maribor
- Judenturm
- Synagoge Maribor